# Parcs nationaux de Taïwan

## Actuels parcs nationaux de Taiwan
| Nom                                  | Superficie                                            | Date | Description | Photo |
| ------------------------------------ | ----------------------------------------------------- | ---- | ----------- | ----- |
| Parc national de Kenting             | 332,90 km2 (180,84 km2 terrestre et 152,06 km2 marin) | 1984 |             |       |
| Parc national de Yushan              | 1 031,21 km2                                          | 1985 |             |       |
| Parc national de Yangmingshan        | 113,38 km2                                            | 1985 |             |       |
| Parc national de Taroko              | 920 km2                                               | 1986 |             |       |
| Parc national de Shei-Pa             | 768,5 km2                                             | 1992 |             |       |
| Parc national de Kinmen              | 35,29 km2                                             | 1995 |             |       |
| Parc national de l'atoll de Dongsha  | 3 536,68 km2, dont 1,79 km2 terrestre                 | 2007 |             |       |
| Parc national de Taijiang            | 393,1 km2, 49,05 km2 terrestre et 344,05 km2 marin    | 2009 |             |       |
| Parc national marin du sud de Penghu | 358,44 km2, dont 3,70 km2 terrestre                   | 2014 |             |       |

- Site officiel